# Großsteingrab Reerslev
Das Großsteingrab Reerslev war eine megalithische Grabanlage der jungsteinzeitlichen Nordgruppe der Trichterbecherkultur im Kirchspiel Reerslev in der dänischen Kommune Høje-Taastrup. Er wurde im 19. Jahrhundert zerstört.

## Lage
Das Grab lag nördlich von Reerslev auf einem Feld zwischen dem Brandhøjgårdsvej und einem Baggersee.

## Forschungsgeschichte
1860 wurde die Anlage größtenteils abgetragen. Dabei wurden Funde geborgen. Im Jahr 1876 führten Mitarbeiter des Dänischen Nationalmuseums eine Dokumentation der Fundstelle durch. Zu dieser Zeit waren nur noch letzte Reste erhalten, die schließlich später dem Kiesabbau zum Opfer fielen.

## Beschreibung

### Architektur
Die Anlage besaß eine Hügelschüttung unbekannter Form und Größe. Über eine mögliche steinerne Umfassung ist nichts bekannt. Der Hügel enthielt eine Grabkammer, die als Ganggrab anzusprechen ist. Die Kammer war nord-südlich orientiert, an der östlichen Langseite war ihr ein Gang vorgelagert. Zu den Maßen liegen keine Angaben vor. 1876 waren noch fünf Wandsteine erhalten. Weitere Wandsteine sowie sämtliche Decksteine waren bereits abtransportiert worden.

### Funde
In der Kammer wurden mehrere Feuerstein-Beile gefunden. Sie wurden an den Stiftsschreiber S. Friis verkauft, ihr weiterer Verbleib ist unbekannt.